# Konrad Friederich
Konrad Friederich (auch: Konrad Fridenreich; * 1. Januar 1542 in St. Gallen; † 17. April 1600 ebenda) war ein Bürgermeister von St. Gallen (Schweiz).

## Leben
Konrad Friederich war der Sohn von Kaspar Friederich.
Er wurde 1574 Zunftmeister und war von 1576 bis 1600 im Wechsel mit Kaspar Schlumpf, Hans Wetter (gewählt 1580), Jakob Spengler und Othmar Reiner im Dreijahresturnus Reichsvogt, Amtsbürgermeister und Altbürgermeister. Von 1579 bis 1580 war er erster Obervogt der Herrschaft Bürglen.
Konrad Friederich war seit 1567 in erster Ehe mit Barbara, Tochter des Hans Sauter. Ihr gemeinsamer Sohn Kaspar Friederich wurde später ebenfalls Bürgermeister in St. Gallen.
Seit 1575 war er in zweiter Ehe mit Elsbetha, Tochter des Urban Staiger, Angehöriger der Weberzunft, verheiratet.